# Irene O'Connor
Myriam Frances, más conocida como la hermana Irene O'Connor, es una música y monja católica australiana, de la orden de las Misioneras franciscanas de María.
Además de interpretar las canciones tradicionales, O'Connor es conocida por mezclar música religiosa con música popular, especialmente a partir de su álbum de 1973 Fire of God's Love.

## Biografía
Irene O'Connor grabó varios discos durante la década de los 60 mientras era misionera en Singapur. Allí conoció a Marimil Lobregat, con la que coincidió un breve tiempo. Fue el suficiente, sin embargo, para que se hicieran amigas. Casi una década después volvieron a encontrarse y grabaron Fire of God's Love. Así, durante varias tardes de domingo aprovecharon una pequeña sala de grabación del convento para grabar el disco, que se vendió en pequeñas cantidades.
Ambas grabaron el álbum completamente solas. O'Connor se ocupó de escribir las canciones, cantarlas e interpretarlas. Por su parte, Lobregat se ocupó de la parte técnica de la grabación y de la producción de sonido.